# 夏景華
夏景華（1570年—？），字素夫，號凝初，直隸上海縣（今屬上海市）人，明朝政治人物。

## 生平
萬曆十九年（1591年）辛卯科應天鄉試一百三十五名舉人。萬曆二十年壬辰礼部会试中式二百十四名，未廷试。萬曆二十三年（1595年）成乙未科三甲十一名進士，禮部觀政，本年六月授荊州府推官，卒于任。

## 佚事
《枣林杂俎》載其鄉試前做夢賄賂試官之奇事。

## 家族
曾祖父夏廷秀；祖父夏欽；父親夏逢霖。母朱氏。具庆下。弟景蕃、景英、景萃。